# John D. Rockefeller

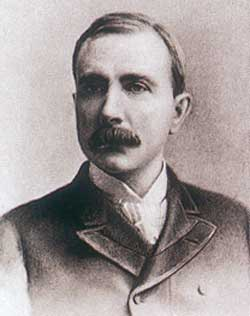
John D. Rockefeller
(ca.1875)

John Davison Rockefeller (Richford (New York), 8 juli 1839 – Ormond Beach (Florida), 23 mei 1937) was een Amerikaans zakenman, kapitalist en filantroop. Hij was een van de rijkste mensen aller tijden.
Hij werd geboren als tweede van de zes kinderen van William Avery Rockefeller (1810-1906) en zijn vrouw Eliza Davison (1813-1889). In 1853 verhuisde de familie naar Strongsville (Ohio).

## Werkzaam leven en eigen bedrijven
Vanaf 1855 woonde en werkte Rockefeller als boekhouder in Cleveland (Ohio). In die periode startte hij een eigen zakenbedrijf, Clark & Rockefeller, dat in 1862 investeerde in een olieraffinaderij. In 1865 verkocht Rockefeller zijn aandeel in het bedrijf aan zijn zakenpartner, betaalde $ 72.500 voor een groter aandeel in een andere raffinaderij en vormde met een andere compagnon, Samuel Andrews, een partnerschap, genaamd Rockefeller & Andrews.
In dezelfde periode startte Rockefellers broer William een andere raffinaderij. In 1867 namen Rockefeller & Andrews dit bedrijf over en Henry M. Flagler, die onder meer spoorweginvesteerder was, voegde zich bij het partnerschap. In 1870 vormden de twee Rockefellers, Flagler, Andrews en een olieraffineerder genaamd Stephen V. Harkness, gezamenlijk de Standard Oil Company, met John D. Rockefeller als president.

## Naar rijkdom enmonopoliepositie
Standard Oil won stapsgewijs de controle over de oliewinning in Amerika, alsook over het transport en de bewerking ervan. Rockefellers succesvolle zakenmethoden, die hem enorme rijkdom brachten, werden bekritiseerd, ofschoon hij brandstof voor velen betaalbaar maakte. Rockefeller begreep dat met name de raffinage van olie cruciaal was voor het op de markt brengen van olieproducten. Hij zag in dat als hij schaalvergroting toepaste, dit leidde tot lagere prijzen. Rockefeller kon door prijsafspraken en voor de spoorwegmaatschappijen goede biedingen voor transport, concurrenten uitschakelen. Door concurrenten over te nemen, nam de macht van het concern van de Rockefellers toe binnen de olie-industrie.
De zeer getalenteerde Rockefeller is voor sommige mensen de verpersoonlijking van de negatieve kant van het kapitalisme. Of dat beeld klopt, wordt tegenwoordig steeds meer betwijfeld. In het in 2004 verschenen boek Titan: The Life of John D. Rockefeller, Sr., geschreven door Ron Chenow, wordt een meer veelzijdig beeld van Rockefeller geschetst.

## Optreden tegen Standard Oil
In latere jaren, inmiddels uitgegroeid tot de eerste Amerikaanse trustmaatschappij, werd de Standard Oil Company zwaar onder vuur genomen door de zogeheten antitrustbeweging. Dit intensiveerde in 1904 na de publicatie van het boek The History of the Standard Oil Company, geschreven door Ida Tarbell. Standard Oil werkte middels grootschaligheid, waardoor de kosten van de producten zodanig daalden dat vrijwel iedereen ze kon betalen. Echter, Standard Oil hield de markt vrijwel op slot, wat wettelijk niet toegestaan was, zo beweert Tarbell.
Op 15 mei 1911 besliste het Amerikaanse hooggerechtshof dat Standard Oil een monopolie had en beval het de opdeling van het bedrijf, hetgeen leidde tot het verzelfstandigen van onder meer een zestal belangrijke maatschappijen: Standard Oil of New Jersey (Esso, nu ExxonMobil), Standard Oil of New York (Socony, nu ExxonMobil), Standard Oil of Ohio (opgegaan in BP), Standard Oil of Indiana (nu Amoco, opgegaan in BP) en Standard Oil of California (nu Chevron). Bovendien opende de opdeling de markt voor nieuwkomers als Gulf Oil en Texaco, die olie in Texas vonden.

## Pensioneringals vermogend man
Niet alleen in de oliesector maar ook in de staalindustrie bouwde Rockefeller belangen op. Hij zette deze activiteiten stop met een verkoop aan U.S. Steel. In 1901 werd het totaal van zijn bezittingen geschat op $ 900 miljoen en nog steeds gaat men ervan uit dat hij de rijkste man aller tijden is. Zijn nettobezit, gecorrigeerd voor inflatie, zou hem in de top twintig van hedendaagse miljardairs scharen. Echter, wanneer zijn waarde zou worden aangepast aan de omvang van de Amerikaanse economie in Rockefellers tijd, zou dit het bezit van de hedendaagse miljardairs ver in de schaduw stellen.
Rockefellers vermogen werd na zijn dood op 23 mei 1937 geschat op ruim $ 1,4 miljard. Door dit bedrag te vergelijken met het totale bruto nationaal product, toen en nu, zou dit bedrag in mei 2008 uitkomen op $ 220,9 miljard. Een onderzoek uit 2007 van het Amerikaanse tijdschrift Forbes schat Rockefellers vermogen echter op omgerekend $ 318,3 miljard. Hiermee verslaat hij Andrew Carnegie en tsaar Nicolaas II van Rusland met respectievelijk $ 298,3 en $ 253,5 miljard in de lijst Wealthy historical figures 2008. Dit maakt Rockefeller niet in absolute, maar wel in relatieve getallen de rijkste persoon aller tijden.

## Rockefeller privé
Op 8 september 1864 trouwde Rockefeller in Cleveland met onderwijzeres Laura C. Spelman (1839-1915). Het echtpaar kreeg vijf kinderen: vier dochters en een zoon, John D. Rockefeller jr., die een groot deel van Rockefellers fortuin erfde. Rockefeller senior is de stichter van een dynastie geweest. Rockefellers kleinzoon, Nelson Rockefeller, was vicepresident van de Verenigde Staten onder Gerald Ford en een andere kleinzoon, Winthrop Rockefeller, werd gouverneur van Arkansas. Zijn achterkleinzoon Jay Rockefeller (ook wel John D. Rockefeller IV genoemd) was van 1985 tot 2015 lid van de Amerikaanse Senaat.
Rockefeller was lid van de baptisten. Later in zijn leven werd hij filantroop en gaf hij enorme bedragen weg aan goede doelen. Hij stichtte onder meer de Universiteit van Chicago in 1890 door een gift die de bestaande school kon laten uitbreiden tot universiteit. In 1901 volgde de oprichting van het Rockefeller Institute for Medical Research, nu Rockefeller University, in New York. Zijn gift van $ 5 miljoen dollar hielp de oprichting van het Great Smoky Mountains National Park op de grens van Tennessee en North Carolina in het Appalachen-gebergte. 
Op 3 maart 1910 trok Rockefeller zich ook terug als bestuurder uit zijn bedrijven, zodat hij zich volledig kon wijden aan zijn werkzaamheden ten behoeve van goede doelen. 
John D. Rockefeller overleed op 97-jarige leeftijd.